# NGC 1257
NGC 1257 is een dubbelster in het sterrenbeeld Perseus. Het hemelobject werd op 19 oktober 1884 ontdekt door de Franse astronoom Guillaume Bigourdan.